# Вулиця Олексія Береста (Київ)
Ву́лиця Олексі́я Бе́реста — вулиця у Святошинському районі міста Києва, місцевість Біличі. Пролягає від тупика до вулиці Володимира Наумовича.
Прилучаються провулок Михайла Івченка, вулиці Анни Ярославни та Володимира Шульгина.

## Історія
Вулиця виникла в середині XX століття під назвою Нова́, з 1966 року — вулиця Криленка, на честь радянського військового і державного діяча Миколи Криленка.
Сучасна назва на честь Героя України Олексія Береста — з 2015 року.

## Зображення

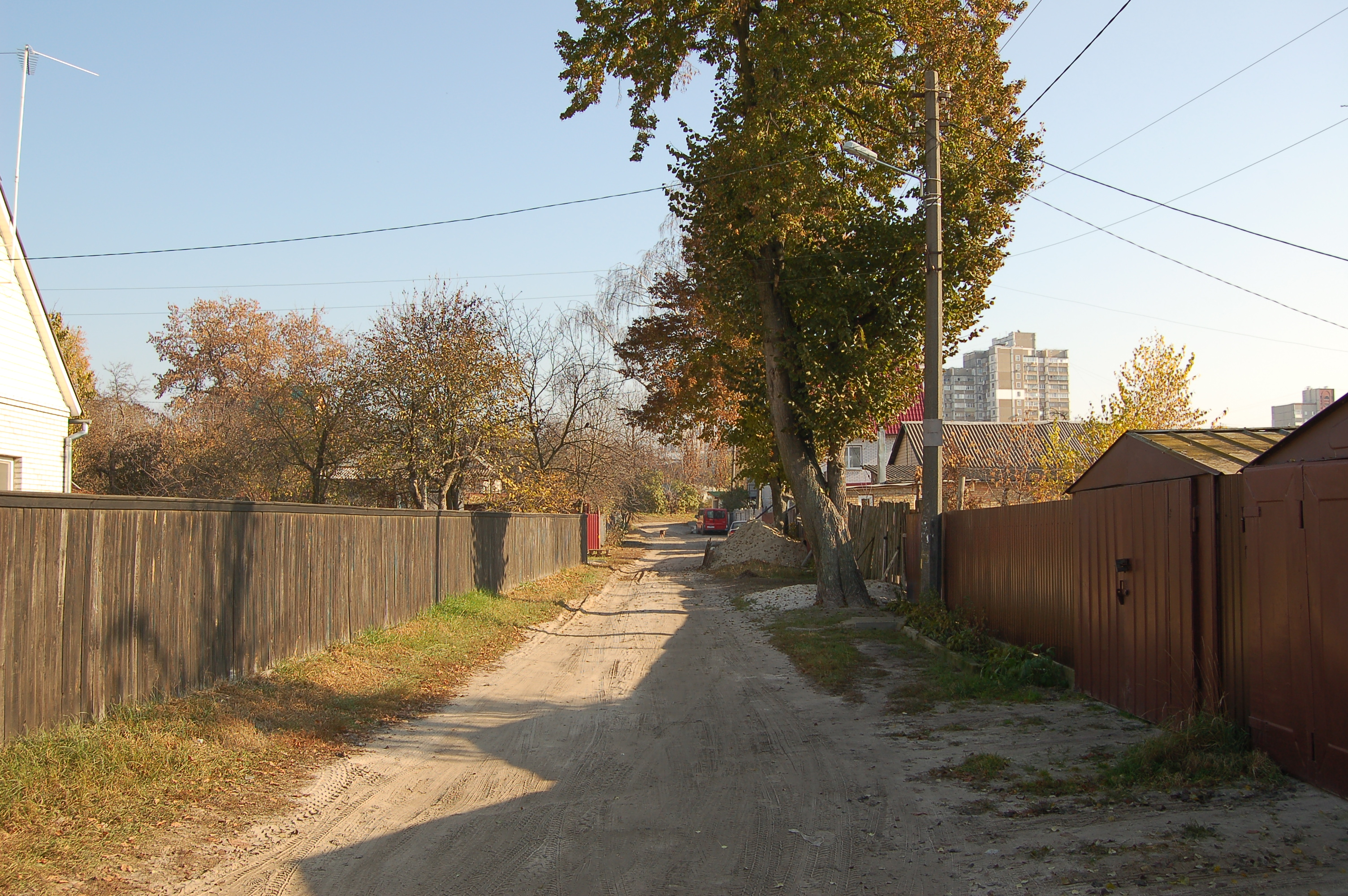